# هامبتون كاتلن
هامبتون كاتلن (بالإنجليزية: Hampton Catlin)‏ هو مبرمج ومؤلف أمريكي، ولد في 1982 في جاكسونفيل في الولايات المتحدة.

## وصلات خارجية
- الموقع الرسمي